# Karl Willetts
Karl Willetts (21 september 1966) is een deathmetalzanger uit het Verenigd Koninkrijk. Hij kwam bij de Britse deathmetalband Bolt Thrower in 1988. Daarvoor was hij de chauffeur van de bus. Hij bleef bij de band tot 1994, na de opnames van ...For Victory. Hij ging weg omdat hij terugwilde naar de universiteit om zijn opleiding af te maken.
Willetts was een sessiezanger voor de opnames van Mercenary maar vertrok kort daarna vanwege financiële redenen en gebrek aan toewijding. Ondertussen had hij verschillende banen waaronder verkoper van verzekeringen. Er waren geruchten dat hij terug zou keren in 2001, maar dat gebeurde niet. In november 2004 keerde hij wel terug nadat Dave Ingram de band moest verlaten vanwege gezondheidsredenen. Willetts heeft een diploma in Culturele Studies van de Birmingham University.
Willetts heeft ook enkele gastvocalen gedaan bij de Engelse punkband Doom en de Engelse deathmetalband Benediction.
- International Standard Name Identifier: 0000 0004 0668 0203
- MusicBrainz: 067c16e0-74cd-4215-929c-e197cb5dcf67